# تود كولهيب
تود كريستوفر كولهاب (الاسم عند الولادة سامسيل؛ وُلد في 7 آذار 1971) هو قاتل متسلسل، مرتكب إطلاق نار جماعي، مغتصب متسلسل، مُسيء للحيوانات، وخاطف أمريكي، أُدين بقتل سبعة أشخاص في مقاطعة سبارتنبرغ، كارولاينا الجنوبية، بين عامي 2003 و2016. بالإضافة إلى ذلك، اختطف كولهاب واغتصب امرأتين على الأقل، وادّعى أنه قتل المزيد من الأشخاص. 

## وقت مبكر من الحياة
وُلد تود كريستوفر سامسيل في 7 آذار 1971، في فلوريدا، ونشأ في كارولاينا الجنوبية وجورجيا. طُلّق والداه عندما كان في الثانية من عمره، وحصلت والدته على الحضانة وتزوجت من رجل آخر في العام التالي. أشارت تقارير نفسية لاحقة إلى أن كولهاب كانت لديه علاقة غير صحية مع زوج والدته، وكان كثيرًا ما يُعرب عن رغبته في العيش مع والده البيولوجي، الذي لم يره منذ ثمانية أعوام.
وُصف كولهاب بأنه طفل مشاغب. في الحضانة، كان عدوانيًا تجاه الأطفال الآخرين وكان يدمّر ممتلكاتهم. وعندما بلغ التاسعة من عمره وبدأ يتلقى جلسات علاج نفسي، وُصف بأنه "انفجاري" و"مهووس بالمحتوى الجنسي". كما أظهر سلوكًا قاسيًا تجاه الحيوانات، فأطلق النار على كلب ببندقية ضغط الهواء، وقتل سمكة ذهبية باستخدام مبيّض كلوركس.
صرّح والد كولهاب لاحقًا أن العاطفة الوحيدة التي كان ابنه قادرًا على إظهارها كانت الغضب والجنون. أمضى كولهاب ثلاثة أشهر ونصف كمريض داخلي في مستشفى نفسي في جورجيا بسبب عدم قدرته على الانسجام مع الأطفال الآخرين.
في النهاية، وفي عام 1983، أُرسل كولهاب للعيش مع والده البيولوجي في أريزونا بعد انفصال والدته وزوجها. أخذ لقب والده وبدأ يعمل في عدد من الوظائف المحلية. كما ورث من والده هواية جمع الأسلحة، وتعلم منه كيفية "تفجير الأشياء وصنع القنابل". ومع ذلك، تدهورت علاقتهما بسبب غياب والده المستمر وانشغاله بعدد من الصديقات، وكان كولهاب كثيرًا ما يعبّر عن رغبته في العودة إلى والدته، التي كانت -وفقًا للتقارير- تفتعل الأعذار لتمديد إقامته مع والده.

### إدانة بالاختطاف عام 1987
في 25 تشرين الثاني 1986، اختطف كولهاب البالغ من العمر 15 عامًا، فتاة تُدعى كريستي غراندو، تبلغ من العمر 14 عامًا، في تيمبي، أريزونا. هددها بمسدس عيار 0.22، وأخذها إلى منزله، وقيّدها، وألصق فمها بشريط لاصق، واغتصبها. ثم رافقها إلى منزلها وهدد بقتل عائلتها بأكملها إن أخبرت أحدًا بما حدث. وُجهت إليه تهم بالخطف، والاعتداء الجنسي، وارتكاب جريمة خطيرة ضد الأطفال.
في عام 1987، أقر بالذنب في تهمة الخطف، وتم إسقاط التهم الأخرى. حُكم عليه بالسجن خمسة عشر عامًا، وسُجّل كجاني جرائم جنسية. ووفقًا لسجلات المحكمة، تم تشخيص كولهاب باضطراب الشخصية الحدية، وتم تصنيفه على أنه يتمتع بنسبة ذكاء فوق المتوسط بلغت 118 (في النسبة المئوية 88.5 عند الانحراف المعياري 15).
قال القاضي في القضية إن كولهاب "ذكي جدًا ويجب أن يُطوّر أكاديميًا"، لكنه "خطير سلوكيًا وعاطفيًا" ومن غير المرجّح أن يُعاد تأهيله. كتب ضابط المراقبة الخاص به وصفًا مشابهًا في أوراق المحكمة، وأضاف أن كولهاب "كان يشعر أن العالم يدين له بشيء". وقد صرح محامي الدفاع عنه في تلك القضية لاحقًا أنه "لم يكن يعتقد أن موكله سيؤذي أحدًا في المستقبل". خلال فترة سجنه، وُجهت إليه في البداية مخالفات شملت سلوكًا عنيفًا، لكن بعد بلوغه العشرين من عمره، لم تسجّل بحقه أية مخالفات أخرى.

## الإفراج
في آب 2001، أُفرج عن كولهاب من السجن بعد أن أمضى أربعة عشر عامًا، وانتقل إلى كارولاينا الجنوبية، حيث كانت والدته تقيم. خلال فترة سجنه، التحق بكلية سنترال أريزونا وتخرج بدرجة بكالوريوس في علوم الحاسوب. بين كانون الثاني 2002 وتشرين الثاني 2003، عمل كمصمم جرافيك في شركة بمدينة سبارتنبرغ. بدأ الدراسة في كلية غرينفيل التقنية في عام 2003، ثم انتقل إلى جامعة كارولاينا الجنوبية في آب، وتخرج في عام 2008 بدرجة بكالوريوس في إدارة الأعمال - تسويق.
رغم كونه مسجلًا كجاني جرائم جنسية، تمكن كولهاب من الحصول على رخصة وكيل عقاري في 30 حزيران 2006، بعد أن كذب بشأن تهمته الجنائية في طلب التقديم. من خلال ذلك، أسّس شركة يعمل بها نحو اثني عشر موظفًا. وقد تم تصنيفه كواحد من أنجح الوكلاء العقاريين في منطقة كارولاينا. أُغلقت الشركة بعد اعتقاله. كما حصل على رخصة طيار خاص، وامتلك عددًا من العقارات خارج الولاية. في أيّار 2014، اشترى قطعة أرض تبلغ مساحتها نحو 100 فدان (40 هكتارًا)، تبعد تسعة أميال (أربعة عشر كيلومترًا) عن منطقة مور، بمبلغ 305,632 دولارًا. أقام سياجًا حول العقار بتكلفة 80,000 دولار.
إحدى العميلات التي باعت له منزلها وصفته بأنه شخص اجتماعي ومهني للغاية، لكنها لاحظت أنه كثيرًا ما كان يتحدث عن الأسلحة النارية، ويستخدم إيحاءات جنسية خفية أحيانًا. وفي المقابل، وصفت امرأة أخرى، كانت تساعد أحد موظفيه، سلوكه بأنه غاضب ومتعالٍ تجاه شريكها. وقال مصرفي تعامل معه إن كولهاب كان كثيرًا ما يشاهد أفلامًا إباحية، حتى في مكان العمل.
كان كولهاب زبونًا دائمًا في مطعم وفل هاوس في روبك، وقد أزعج سلوكه النادلات إلى درجة جعلت الطاهي يتولى أخذ طلباته نيابةً عنهن. ووفقًا لهذا الموظف، كانت إحدى النادلات تُدعى ميغان لي ماكرو-كوكسي، وهي إحدى ضحاياه.

## جرائم القتل
في 6 تشرين الثاني 2003، عثر أحد الزبائن على جثتين داخل متجر "سوبر بايك موتورسبورتس" للدراجات النارية في تشيسني، وجثتين أخريين خارجه. الضحايا هم المالك سكوت بوندر (30 عامًا)، مدير الخدمة براين لوكاس (29 عامًا)، الميكانيكي كريس شيربرت (26 عامًا)، والمحاسبة بيفرلي غاي (52 عامًا)، وهي والدة بوندر. قُتل الأربعة بإطلاقات نارية متعددة. قبل اعتراف كولهاب بالجرائم في عام 2016، كان المحققون يعتقدون أن المسلح، الذي كان يحمل مسدسًا، دخل من الخلف وقتل شيربرت أولًا وهو يعمل، ثم غاي في منتصف صالة العرض، ثم لوكاس عند المدخل الرئيسي، وأخيرًا بوندر في ساحة الانتظار.
عُثر في موقع الجريمة على 18 ظرفًا فارغًا من مسدس عيار 9 ملم؛ بعضها من النحاس الأصفر، والبعض الآخر مطلي بالنيكل. على مرّ السنوات، تم اختبار 27 سلاحًا تمت مصادرتها لمعرفة ما إذا كانت تتطابق مع الأظرف، وتم إرسال الأظرف إلى إنكلترا لمحاولة إيجاد بصمات باستخدام تقنيات حديثة.
وفقًا لأرملة بوندر، كان كولهاب زبونًا غير راضٍ، وكان يزور المتجر عدة مرات. ووفقًا لوالدة كولهاب، فقد حاول إعادة دراجة نارية هناك، لكن الموظفين سخروا منه.
في 31 آب 2016، اختفت كالا براون (30 عامًا) وصديقها تشارلز ديفيد كارفِر (32 عامًا) بعد ذهابهما لتنظيف أحد عقارات كولهاب. عُثر لاحقًا على جثة كارفِر وقد أصيب بعدة طلقات نارية على نفس العقار. زاد الاهتمام بقضيتهما بسبب منشورات على حساب كارفِر على فيسبوك بعد اختفائهما، والتي أثارت شكوكًا بوجود طرف ثالث يسيطر على حسابه.
في 3 تشرين الثاني، عثرت السلطات على براون مقيّدة إلى جدار داخل حاوية معدنية في العقار. تم تعقبها بعد تتبع إشارات هاتفها وهاتف كارفِر، حيث سمع المحققون أصوات طرق صادرة من داخل الحاوية. خلال تفتيش العقار، عُثر على سيارة كارفِر في وادٍ مغطى بالأشجار.
قالت براون إنها شاهدت كولهاب يطلق النار على كارفِر. وقالت والدة كولهاب إن كارفِر قُتل لأنه كان "يتحدث بوقاحة"، وهو ما لم يعجبه ابنها. وقال كولهاب إنه أبقى براون أسيرة لأنه شعر بأنها لم ترتكب أي خطأ، ولم يرغب في إيذائها. ومع ذلك، أخبرت براون الشرطة بعد إنقاذها أن كولهاب قتل كارفِر لأنه "كان غاضبًا منها". خلال فترة أسرها، تعرضت براون للاغتصاب المتكرر، وتم تهديدها بعدم محاولة الهرب بعد أن أُريَت قبور ضحاياه الآخرين.
في 6–7 تشرين الثاني، عُثر على جثتين في عقار كولهاب بعد اعتقاله. وتبيّن أنهما زوجان يُدعيان جوني جو كوكسي (29 عامًا) وميغان لي ماكرو-كوكسي (26 عامًا)، من سكان سبارتنبرغ، وكان قد أُبلغ عن اختفائهما في 22 كانون الأول 2015. ويُزعم أن كولهاب استأجرهما للعمل في العقار. قُتلت ميغان برصاصة في الرأس في 25 أو 26 كانون الأول، بينما قُتل زوجها قبل ذلك بأسبوع برصاصة في الجذع. ووفقًا لتقرير الطبيب الشرعي، تم التعرف عليهما من خلال وشومهما الكثيفة.

## قائمة الضحايا المعروفين
| اسم                    | الجنس | عمر | تاريخ القتل/الاختفاء |
| ---------------------- | ----- | --- | -------------------- |
| كريستي جرانادو (ناجية) | ف     | 14  | 25 نوفمبر 1986       |
| سكوت بوندر             | م     | 30  | 6 نوفمبر 2003        |
| بريان لوكاس            | م     | 29  | 6 نوفمبر 2003        |
| كريس شيربرت            | م     | 26  | 6 نوفمبر 2003        |
| بيفرلي جاي             | ف     | 52  | 6 نوفمبر 2003        |
| جوني جو كوكسي          | م     | 29  | 19 ديسمبر 2015       |
| ميغان لي ماكرو-كوكسي   | ف     | 26  | 25 أو 26 ديسمبر 2015 |
| كالا براون (ناجي)      | ف     | 30  | 31 أغسطس 2016        |
| تشارلز ديفيد كارفر     | م     | 32  | 31 أغسطس 2016        |

## القبض والتحقيق
تم القبض على كولهاب بعد فترة قصيرة من إنقاذ براون. اعترف لاحقًا بعمليات القتل في تشيسني وبجرائم قتل آل كوكسي، مقابل السماح له بالتحدث إلى والدته، وإعطائها صورة، وتحويل مبلغ مالي إلى صندوق الجامعة الخاص بابن أحد أصدقائه. وأثناء لقائه مع والدته، اعترف حسبما ورد بعمليات القتل والخطف. وعندما اعترف بإطلاق النار في تشيسني، كشف كولهاب عن تفاصيل لم تُعلن سابقًا.
أسفر تفتيش ممتلكات كولهاب عن العثور على عدد كبير من الأسلحة، بما في ذلك مسدسات عيار 9 ملم مزودة بكواتم صوت، وبنادق نصف آلية، وكمية غير محددة من الذخيرة. وبما أنه لم يكن هناك سجل بإجراء فحص خلفية باسمه لشراء الأسلحة، اعتقد المحققون أنه حصل على هذه الأسلحة بطريقة غير قانونية.
وبعد القبض عليه بوقت قصير، اكتشفت السلطات في مقاطعة سبارتنبرغ عددًا من المراجعات الساخرة على موقع أمازون لمنتجات مثل الأقفال والمعاول وأجهزة الصعق الكهربائي وملحقات الأسلحة، كتبها مستخدم يُدعى ببساطة "me". أحد التعليقات حول قفل كتب فيه: "أقفال متينة.. أضع خمسة منها على حاوية شحن.. لن توقفهم.. لكنها بالتأكيد ستبطئهم حتى يكبروا ولا يعودوا يهتمون". وفي تعليق آخر عن مجرفة قابلة للطي، كُتب: "احتفظ بها في السيارة عندما تحتاج لإخفاء الجثث وتكون قد نسيت المجرفة الكبيرة في المنزل... لا تأتي مع قزم، وكان سيكون من اللطيف وجود واحد". وكانت صفحة "قائمة الأمنيات" الخاصة بالكاتب تحت اسم تود كولهاب.
أخبر كولهاب والدته بعد القبض عليه أن هناك العديد من الضحايا الآخرين لم يُكتشفوا بعد. وعندما سألته كم عددهم، أجاب: "ليس لديك ما يكفي من الأصابع". وخلال الاستجواب، قال إنه أطلق النار على ضحية في أريزونا. وفي 18 تشرين الثاني 2016، أُعلن أن شرطة مدينة تيمبي بدأت تحقيقًا في ادعائه، من خلال مراجعة جرائم القتل غير المحلولة في العقود الثلاثة الماضية. وقالوا إنهم سيركزون على القضايا التي تعود للفترة بين عامي 1983 و1986، عندما كان كولهاب يعيش مع والده، وأيضًا بين آب 2001، عندما أتم عقوبته في قضية الخطف، وتشرين الثاني من نفس العام، عندما عاد إلى كارولاينا الجنوبية.
في 25 تشرين الثاني 2016، أعلنت شرطة مدينة غرير، كارولاينا الجنوبية، أنها صنّفت كولهاب كشخص محل اهتمام في قضية سطو مسلح على بنك وجريمة قتل ثلاثية لم تُحل، وقعت في بنك بلو ريدج سيفينغز المحلي في عام 2003، قبل ستة أشهر من إطلاق النار في تشيسني. ومع ذلك، وحتى 16 أيّار 2018، لم يُثبت وجود صلة مؤكدة بين كولهاب وجرائم القتل؛ وقد أنكر كولهاب أي علاقة بالقضية.
في كانون الأول 2017، كتب كولهاب إلى صحيفة "سبارتنبرغ هيرالد-جورنال" مدّعيًا أن لديه المزيد من الضحايا الذين لم يُعثر عليهم بعد.

## الإجراءات القانونية والاعترافات
وُجّهت إلى كولهاب أربع تهم بالقتل تتعلق بجرائم تشيسني، وتهمة واحدة بالخطف تتعلق باختطاف براون. لاحقًا، وُجّهت إليه ثلاث تهم قتل إضافية تتعلق بقتل كارفِر وآل كوكسي، بالإضافة إلى تهمة خطف إضافية، وثلاث تهم بحيازة سلاح أثناء ارتكاب جريمة عنيفة. وكان من المقرر أن يمثل كولهاب أمام المحكمة في 19 كانون الثاني 2017، إلا أن محاميه تنازل عن الحضور.
ووفقًا لتقرير صادر عن محطة WLTX، رفع أقارب ضحايا إطلاق النار في تشيسني دعوى وفاة غير مشروعة ضده. وفي 1 كانون الأول، أُعلن أن براون رفعت أيضًا دعوى مدنية بحقه.
في 26 أيّار 2017، أقر كولهاب بالذنب في سبع تهم بالقتل، وتهمتين بالخطف، وتهمة واحدة بالاعتداء الجنسي الجنائي، وحُكم عليه بسبع عقوبات بالسجن مدى الحياة، تُنفذ بشكل متتالٍ، دون إمكانية الإفراج المشروط، بموجب صفقة قضائية جنّبته عقوبة الإعدام.
ومنذ ذلك الحين، كرر كولهاب اعترافه بارتكاب جريمتين أخريين على الأقل. وحتى آب 2018، لم يكن قد زوّد السلطات بأي تفاصيل. ويُحتجز كولهاب حاليًا في مؤسسة برود ريفر الإصلاحية.
في آب 2020، تم بيع بعض ممتلكات كولهاب في مزاد، وتم التبرع بالعائدات لعائلات الضحايا.

## داستان لوسون
داستن لوسون، رجل متهم بشراء أسلحة نارية وكواتم صوت لكولهاب رغم علمه بأنه مُدان جنائيًا، وُجهت إليه تهم فيدرالية. وقد اعترف بشراء ما لا يقل عن 12 سلاحًا ناريًا وخمسة كواتم صوت بين عامي 2012 و2016، مدّعيًا أنها كانت لنفسه. وفي عام 2018، أقر بالذنب في 36 تهمة فيدرالية تتعلق بالأسلحة، وصدر بحقه حكم بالسجن لمدة ثماني سنوات وثلاثة أشهر. قضى لوسون محكوميته في مؤسسة بوتنر ميديوم I الإصلاحية، وأُفرج عنه في 13 تشرين الثاني 2023.

## روابط خارجية
- الحقيقة المدفونة - سي بي إس نيوز